# (32674) 6750 P-L
6750 P-L (asteroide 32674) é um asteroide da cintura principal. Possui uma excentricidade de 0.11123050 e uma inclinação de 3.10226º.
Este asteroide foi descoberto no dia 24 de setembro de 1960 por Cornelis Johannes van Houten e Ingrid van Houten-Groeneveld e Tom Gehrels em Palomar.